# Shine (álbum de Elan)
Shine es el cuarto álbum de estudio de la mexicana cantante de rock alternativo Elan. El álbum fue lanzado en marzo de 2008. El primer sencillo de este álbum también titulado Shine fue lanzado en febrero de 2008.

## Lista de canciones
1. I Love Love
2. Still Breathing
3. Shine
4. Through You
5. Looking Back Now
6. The Good, the Bad and the Ugly
7. Come Over
8. Who Called the Police
9. It's All Right
10. Aeroplane
11. Keep Me Up Late

## Sencillos
- Shine
- Keep Me Up Late

- Datos: Q5196661